# Драгонара (Потенца)
Драгонара (итал. Dragonara) је насеље у Италији у округу Потенца, региону Базиликата.
Према процени из 2011. у насељу је живело 367 становника. Насеље се налази на надморској висини од 803 м.